# Герб Ачинска
Герб Ачинска — один из официальных символов города Ачинск Красноярского края Российской Федерации. Первый герб города был утверждён в 1785 году, современный — 26 мая 2006 года. Герб внесён в Государственный геральдический регистр Российской Федерации под регистрационным номером 2773.

## Описание и обоснование символики
Геральдическое описание (блазон) гласит:
В червлёном (красном) поле серебряный колчан с золотыми стрелами в левую перевязь, продетый через золотой лук, положенный в косвенный пояс.
Авторская группа — реконструкция герба: Константин Мочёнов (Химки), Владимир Дюков (Красноярск); обоснование символики: Кирилл Переходенко (Конаково); компьютерный дизайн: Галина Русанова (Москва).
Герб города Ачинска разработан на основе исторического герба, Высочайше утверждённого 17 марта 1785 года (по старому стилю).
Фигуры герба также подчёркивают богатое историческое наследие города. Процесс становления города в начальный период связан с охраной рубежей государства, борьбой за сохранение и выживание. Для защиты от кочевников, совершавших набеги на местное и русское население в 1641 году воеводой Тухачевским был заложен первый Ачинский острог.
Современный город Ачинск — один из крупнейших городов Красноярского края с развитым промышленным сектором, имеющий хорошо развитую транспортную сеть. Город продолжает развиваться, бережно сохраняя памятники старины и вековые традиции.
Золото в геральдике символизирует богатство, стабильность, уважение, интеллект.
Серебро — символ чистоты, совершенства, искренности и взаимопонимания.
Червлёный (красный) цвет — символ мужества, силы, труда, красоты.

## История

### Высочайше утвержденный герб
Первый герб Ачинска высочайше утверждён 17 марта 1785 года, подлинное описание которого гласит:
Въ верхней части щита гербъ Тобольскiй. Въ нижней — въ красномъ полh, лукъ и колчанъ для стрhлъ, въ знакъ того, что живущiе въ ономъ округh, прежнiе обыватели Сибири употребляютъ сiе оружiе.

### Герб Кёне
В 1864 году в ходе геральдической реформы Б. В. Кёне был составлен проект герба Ачинска (по новым правилам 1857 года):
В червленом щите золотые лук и колчан со стрелами. В вольной части герб Енисейской губернии. Щит увенчан серебряной башенной короной о трёх зубцах и окружён золотыми колосьями, соединёнными Александровской лентой
. Проект герба авторства Кёне утверждён не был.

### Советский период
Советский герб Ачинска был утверждён 21 января 1982 года исполкомом городского Совета народных депутатов (постановление № 24):
щит разделен по-вертикали на синюю и красную части (цвета флага РСФСР). В центре эмблема, состоящая из силуэта нефтеперерабатывающего завода, двух колосьев, шестерни, даты «1683», стилизованных крыльев. В верхней части щита написано название города.
Автор герба — Вера Петровна Зуева.

### Современный герб
Современный герб разработан на основе исторического герба 1785 года Ачинска и утверждён Решением Ачинского городского совета депутатов от 26 мая 2006 года № 16-74р.